# Неферкаугор
Неферкаугор — давньоєгипетський фараон з VIII династії.

## Життєпис
Фараон відомий з Абідоського списку. Також зберігся його указ щодо коптського номарха й верховного жерця храму Міна Іді, де за останнім закріплювалась передана від батька посада правителя Верхнього Єгипту. Звідти випливає, що наприкінці правління VIII династії кілька районів Верхнього Єгипту керувалися коптськими номархами. Також дочка фараона Небет була дружиною візира Шемаї.